# 関係文法
関係文法（かんけいぶんぽう、英: relational grammar）とは、パールムッター (David Perlmutter) とポスタル (Paul Postal) によって1970年代初頭に開発された文法理論である。文法関係を最も基本的な説明要素とするところに特徴がある。

## 概要
主語 (subject) 、直接目的語 (direct object) 、間接目的語 (indirect object) 、その他の斜格 (oblique) の関係が認められている。主語・直接目的語・間接目的語をあわせて項 (term) と呼ぶ。項と斜格語には次のような階層関係がある。
主語 (1) - 直接目的語 (2) - 間接目的語 (3) - 斜格語
この階層関係のなかでの順番に従って、主語は 1 、直接目的語は 2 、間接目的語は 3 という数字で示される。主語と直接目的語をあわせて中核的 (nuclear) な文法関係といい、直接目的語と間接目的語をあわせて目的語 (object) の文法関係という。

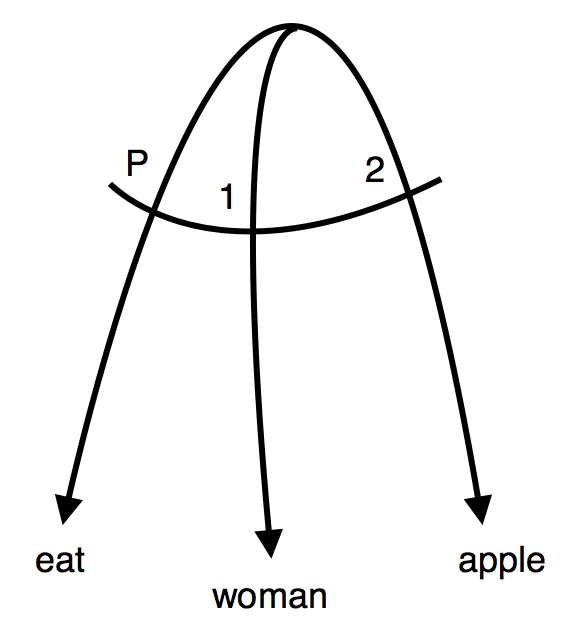
The woman ate the apple.

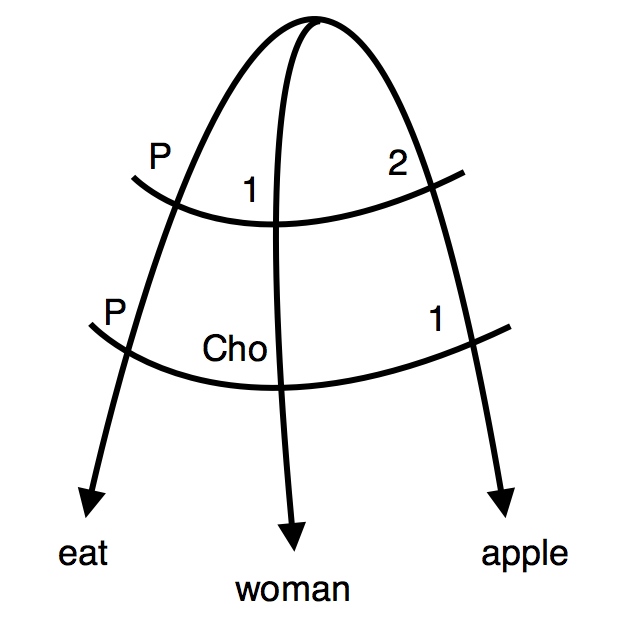
The apple was eaten by the woman.

節の文法関係の構造は、層状の図によって表現される。